# Katrungan
Katrungan is een bestuurslaag in het regentschap Sidoarjo van de provincie Oost-Java, Indonesië. Katrungan telt 5051 inwoners (volkstelling 2010).